# طواف كاليفورنيا 2013
طواف كاليفورنيا 2013 هو سباق دراجات هوائية أقيم بتاريخ 2013، تكون السباق من 8 مراحل وامتدّ لمسافة 729 بسرعة 24.528 /س، استغرق السباق 29 ساعة 43 دقيقة 00 ثانية.